# Lodewijk van Alteren

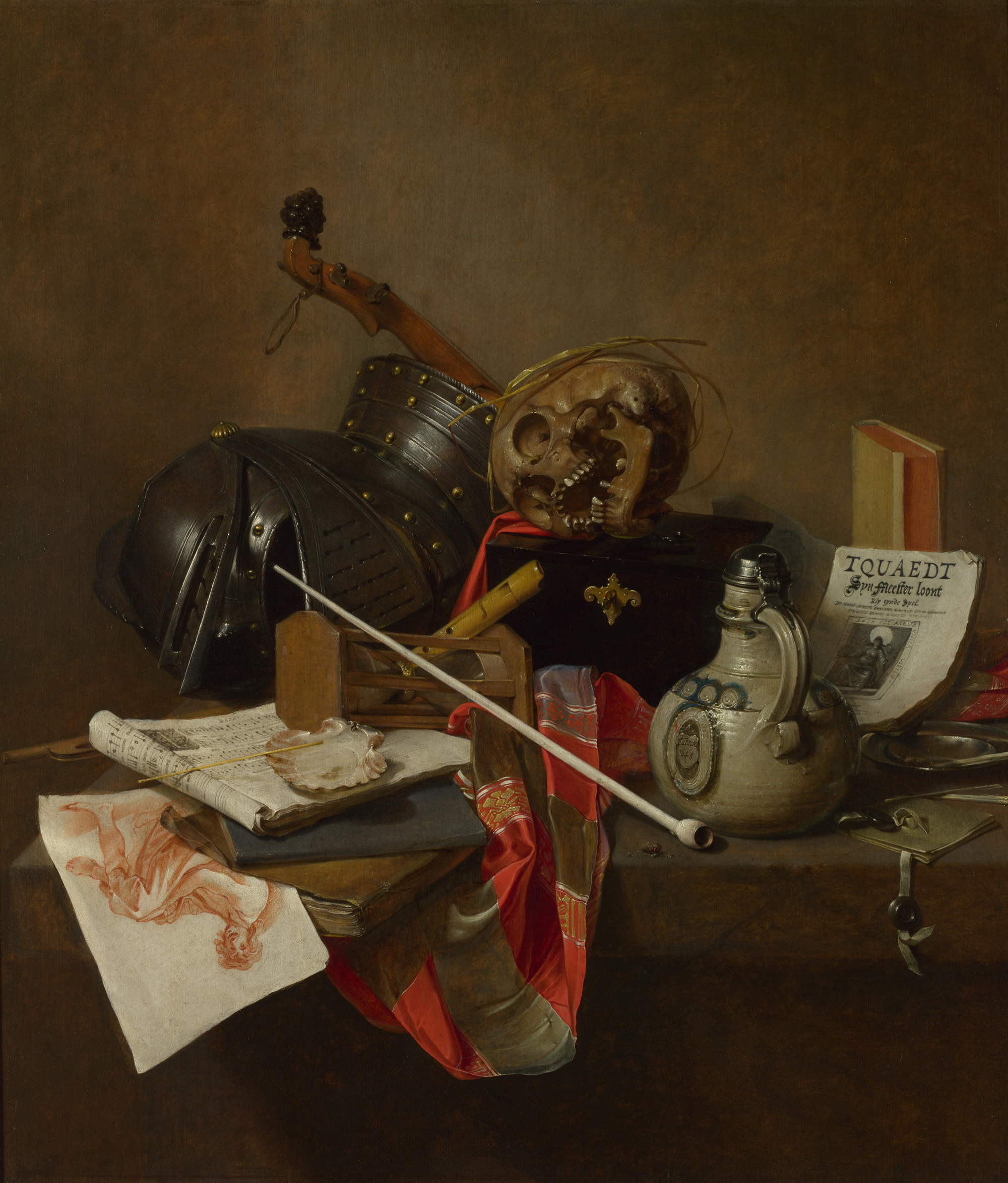
Een stilleven van Jan Jansz. Treck

Lodewijck Simonsz. van Alteren (Amsterdam, 4 september 1608 - ?), heer van Jaarsveld, was baljuw van Kennemerland vanaf 1640 tot 1656. De baljuw bleek een groot zwak te hebben voor het recognitiestelsel, waarin het Katholicisme kon dienen als de kip, die de gouden eieren legde, maar die dan ook niet geslacht moest worden. Uiteindelijk werd deze edelman wegens veelzijdige corruptie voor het Hof van Holland gedaagd. Van Alteren werd ontslagen vanwege financiële onregelmatigheden en overspel.

## Biografie
Van Alteren was de zoon van Simon van Alteren, raad of fiscaal bij de Admiraliteit, en Trijntje Ruytenberg. Hij was een neef van Adriaen Pauw en familie van Willem van Ruytenburch, die op de Nachtwacht staat afgebeeld.
Van Alteren trouwde in 1637 met Alida van Waveren (1616 of 1617-Hilversum, 1668), de dochter van Anthony Oetgens van Waveren. Het echtpaar woonde eerst op de Oudezijds Achterburgwal bij de Molensteeg, later in de Sint Jansstraat in Haarlem. Er waren vier kinderen: Margaretha, Anna Catharina (1644-1722), Simon (1640-1674) en Elisabeth.
In 1640 verkreeg hij de jurisdictie over Groet, Heiloo, Limmen, Akersloot, Uitgeest, Markenbinnen, Heemskerk, Castricum, Wormer en Oostknollendam, Jisp, Oostzaan, Bennebroek, Berkenrode, Zuid-Schalkwijk, Vijfhuizen, Nieuwerkerk (door het water van de Haarlemmermeer verzwolgen), Heemstede, Spaarndam, Sloten en Sloterdijk, Osdorp, Aalsmeer en Egmond.
Rond 1650 was ongeveer driekwart van de bevolking in Noord-Holland katholiek. Als er in deze dorpen een nieuwe priester werd benoemd, verwachtte Van Alteren een gift; ook als er nieuwe kerken of staties werden geopend. Merkwaardig is dat in de recognitieovereenkomsten afspraken werden opgenomen, dat indien de baljuw op bevel van hoger hand een paapse vergadering moest verstoren, daarvan de pastoor vooraf bericht zou worden gezonden.
Al een jaar na zijn benoeming (1640) was Van Alteren gestopt met het voeren van een boekhouding. Hij had toen al een buitenechtelijk kind bij Liesbeth Roodenburgh, die bij zijn schoonvader Van Waveren in dienst was?
Van Alteren had rond 1650 ook een kind verwekt bij Cornelia Inneveldt, een buurvrouw van Gabriël Metsu, die toen op de Prinsengracht woonde. Zij ging diverse malen bij Van Alteren in Haarlem langs om geld te vragen voor het onderhoud van het kind.
Van Alteren had een aardige verzameling van minstens 40 schilderijen aangelegd, waaronder een naakt, een landschap van Jan van Goyen en zes stillevens van Jan Treck. In 1650 bood hij voor een schilderij van Jan Jansz. den Uyl het beste stuk dat hij in huis had, alsmede een fikse som geld.
In 1652 had Van Alteren grote schulden. Zijn vader en schoonvader leenden hem 50.000 gulden. Hij gaf al zijn goederen als onderpand. In juli 1656 verkocht hij een huis op het Rokin aan zijn schoonvader.
In 1658 of mei 1659 is Alida van Waveren van hem gescheiden. Zij erfde Hilverbeek van haar vader. In 1664 verklaarde Van Alteren voor de Hoge Raad niets meer tegen haar te ondernemen. In 1665 is hij voor zes maanden in zekerheid gesteld. In het testament van zijn ex uit 1668 werd hij niet meer genoemd.